# Podnowinka (wieś)
Podnowinka – wieś w Polsce położona w województwie podlaskim, w powiecie augustowskim, w gminie Nowinka.
| SIMC    | Nazwa   | Rodzaj    |
| ------- | ------- | --------- |
| 0763117 | Dora    | część wsi |
| 0763123 | Ślepsk  | część wsi |
| 0763130 | Upustek | część wsi |

W latach 1975–1998 miejscowość administracyjnie należała do województwa suwalskiego.

## Historia
Według spisu powszechnego z 30 września 1921 r. w Podnowince w 19 budynkach mieszkalnych mieszkało 101 osób. Wszyscy byli wyznania rzymskokatolickiego oraz narodowości polskiej.